# Eat 'Em and Smile
Eat 'Em and Smile är David Lee Roths första fullängdsalbum, utgivet 1986 av Warner Bros. Records. Det blev som bäst fyra på Billboard 200.

## Låtlista
1. "Yankee Rose" (David Lee Roth/Steve Vai) – 3:47
2. "Shy Boy" (Billy Sheehan) – 3:23
3. "I'm Easy" (Billy Field/Tom Price) – 2:03
4. "Ladies' Nite in Buffalo?" (David Lee Roth/Steve Vai) – 4:08
5. "Goin' Crazy!" (David Lee Roth/Steve Vai) – 3:21
6. "Tobacco Road" (John D. Loudermilk) – 2:27
7. "Elephant Gun" (David Lee Roth/Steve Vai) – 2:23
8. "Big Trouble" (David Lee Roth/Steve Vai) – 3:56
9. "Bump and Grind" (David Lee Roth/Steve Vai) – 2:42
10. "That's Life" (Kelly Gordon/Dean Kay) – 2:29

## Medverkande
- David Lee Roth – sång
- Steve Vai – gitarr
- Billy Sheehan – bas, bakgrundssång
- Gregg Bissonette – trummor
- Jeff Bova – keyboard
- Jesse Harms – keyboard
- Sammy Figueroa – percussion
- The Waters Family – bakgrundssång
- The Sidney Sharp Strings – stråkar
- Jimmie Haskell – horn